# ダバリル・ウィリアムソン
ダバリル・ウィリアムソン（DaVarryl Williamson、1968年7月25日 - ）は、アメリカ合衆国の男性プロボクサー。身長191cm、リーチは198cm。

## 生い立ち
ワシントン州東部に生まれたウィリアムソンは養父母の下で育った。父は強盗罪、母は薬物中毒で8年間刑務所にいたためである。
高校に進学するとウィリアムソンはスポーツの才能を露にする。特にアメリカンフットボールで活躍した他、バスケットボールのインターハイでも二度入賞している。
その後ミネソタ州ローチェスター・コミュニティ大学、次いでネブラスカのウェイン州立大学などでフットボーラーとして活躍した。
この時、選手として活動するだけでなくチームマスコットやチアリーディング隊の一員としても活動している。1991年から1993年の間、ウェイン州立大学のワイルドキャッツで2シーズンの間クォーターバックを務めた後、1993年、NFLのインディアナポリス・コルツとアリゾナ・ラトラーズのドラフトに指名される。ドラフトで選考に漏れた後、プロフットボーラーになることを断念。

## ボクシングへの転向
その後、25歳にしてボクシングを本格的に始めたウィリアムソンは数々のアマチュア競技会で優秀な成績を収めオリンピック代表選考会にも参加。カルビン・ブロック、レイモン・ブリュースター（4度対戦してウィリアムソンの3勝1敗）、モンテ・バレットといった著名な選手への白星も含めアマチュアでは最終的に120勝17敗1分の戦績を残した。120勝のうちKOが103回というその驚異的なKO率から「Touch of Sleep」のニックネームを持つようになる。

## プロキャリア
2000年6月30日、32歳間近にしてプロデビュー。
デビューから3連勝した後4戦目のウィリー・チャップマン戦で初黒星となった。この敗戦から2003年9月26日にジョー・メシに1RKOで敗れるまで、15連勝を続ける。
2002年7月26日、コリー・サンダースに先にダウンを奪われながらも逆転のKO勝ちを収めた。
次戦のロバート・ウィギンズ戦では3ラウンド、8ラウンドに2度ずつダウンを奪い、試合中顎を骨折させられながらも最後まで戦い抜き判定勝ちした。
しかし次戦のメシ戦でわずか106秒でKOされてしまう。
2004年4月17日、エリセル・カスティーヨとNABFヘビー級王座戦で対戦。ダウンを奪われるなど僅差の判定で勝利。
10月2日にウラジミール・クリチコと対戦。フラッシュダウンを奪ったがバッティングして試合を中断、負傷判定で敗北した。クリチコ戦後、11月13日にオリバー・マッコール、2005年4月30日にデリック・ジェファーソンを下した。
2005年10月1日に37歳にして自身初の世界タイトル戦を経験。クリス・バードのIBF世界ヘビー級王座に挑戦し、判定0-3で敗北した。

## 主な獲得タイトル
- 1995年 アメリカン・ボクシング・クラシック王者
- 1996年
  - オリンピック代表候補 ゴールデングローブ・ヘビー級優勝
  - 全米選手権ヘビー級優勝
  - アメリカン・ボクシング・クラシック王者
- 1997年 全米選手権ヘビー級優勝
- 1998年
  - 全米選手権ヘビー級優勝
  - グッドウィルゲームズ・ヘビー級準優勝
- 1999年
  - ゴールデングローブ・ヘビー級優勝
  - アメリカン・ボクシング・クラシック王者
- 2000年 オリンピック代表候補
- 2004年
  - NABFヘビー級王座
  - WBOラテンヘビー級王座
- 2005年
  - NABOヘビー級王座
  - WBCアメリカ大陸ヘビー級王座